# 문화 속 스테고사우루스

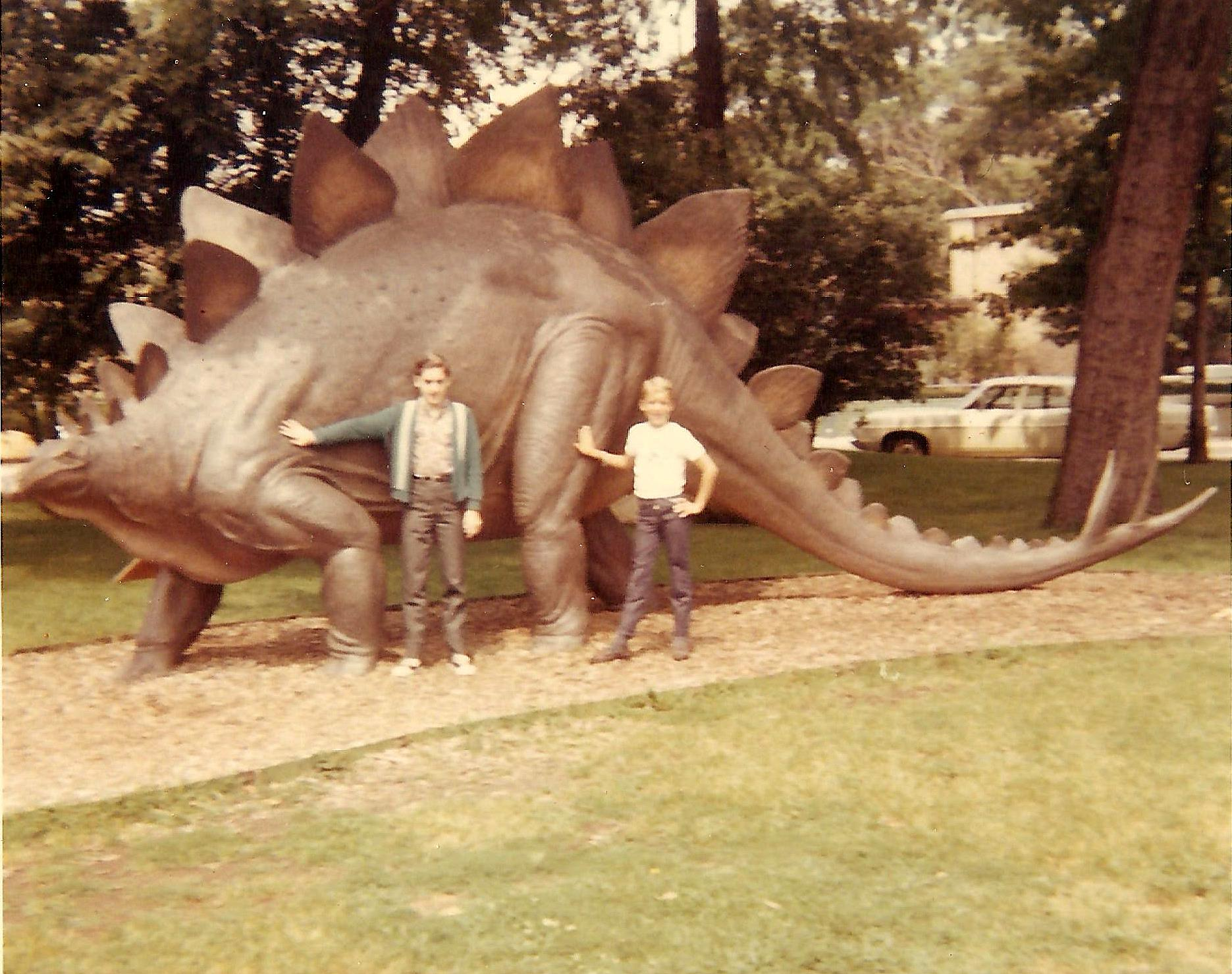
1969년 여름 오하이오주 클리블랜드 자연사박물관에 전시된 스테고사우루스 최초의 실물 크기 모형

스테고사우루스는 공룡의 문화적 묘사 중에서도 가장 인지도가 높은 공룡 중 하나이다. 영화, 애니메이션, 만화책, 장난감, 조각품으로 묘사되고 있으며, 심지어 1982년 콜로라도주의 상징 공룡으로 선정되었다. 스테고사우루스는 공룡 장난감, 카네기 컬렉션과 같은 축적 모형으로도 다뤄지고 있다.
1970년대 말 스테고사우루스는 움직임이 굼뜨며, 멍청한 공룡으로 묘사되었다. 하지만 "공룡 르네상스" 시기를 거치면서 느리고 냉혈 공룡이라는 이미지가 확산되었고, 대중매체에서 다뤄지며 재평가 되었다.